# سیتو (بازیکن فوتبال، زاده ۱۹۹۶)
سیتو (انگلیسی: Sito؛ زادهٔ ۱۸ نوامبر ۱۹۹۶) بازیکن فوتبال اهل اسپانیا است.